# Šičimi
Šičimi tógaraši (japonsky: 七味唐辛子, doslova „chilli papričky sedmi chutí“) či jednoduše šičimi, je běžně používaná japonská směs koření skládající se ze sedmi ingrediencí. Mimo Japonsko je směs také známa jako nanami tógaraši. Šičimi je nutné rozlišovat od ičimi tógaraši, což jsou pouze namleté chilli papričky bez dalších přísad.
Hlavní složkou směsi jsou nahrubo namleté chilli papričky, ke kterým se obvykle přidává:
- kůra z mandarinek
- sezamová semínka
- mák
- konopná semínka
- nori nebo aonori (mořské řasy)
- mleté sanšó (příbuzné se sečuánským pepřem)

Některé recepty obsahují i jiné složky, jako kůru juzu, řepková semínka, zázvor nebo šiso.
Šičimi bylo původně vyráběno prodavači bylin v Edu, dřívějším Tokiu, a občas bývá zmiňováno jako jagenbori (薬研堀), podle místa jeho původu. V dnešní době můžete narazit na specializované obchody před některými chrámy, jako Zenkódži v Naganu a Kijomizu-dera v Kjótu.
Šičimi se často přidává do polévek, například vepřového misa, koření se s ním nudle a gjúdon. Používá se také při výrobě jídel z rýže, rýžových koláčků agemoči a sušenek senbei.